# Groupe méthylène

Groupe méthylène (en bleu) du propène.

En chimie organique, un groupe méthylène ou groupe méthylidène est toute partie d'une molécule constituée de deux atomes d'hydrogène liés à un atome de carbone liée au reste de la molécule par une liaison double. Il est en général représenté sous la forme CH2=, où « = » représente la liaison double. 
Le terme « méthylène » est considéré comme archaïque par l'IUPAC, qui préfère le terme « méthylidène », et réserve l'utilisation de « méthylène » aux groupes méthanediyle ou « pont méthylène (−CH2−), où le carbone est lié au reste de la molécule par deux atomes différents via des liaisons simples. Cependant, l'usage demeure d'utiliser « groupe méthylène » pour le groupe à liaison double, et « pont méthylène » pour celui à deux liaisons simples.
Les termes « méthylène » et « methylidène » sont aussi utilisés pour le radical CH2, également par lui-même une molécule connu sous le nom de « carbène », qui est le plus simple membre de la famille des carbènes.

Méthylènecyclopropène / 3-méthylidènecycloprop-1-ène nommé comme un cyclopropène avec un substituant méthylène/méthylidène.

Beaucoup de composés organiques sont nommés et classifiés comme s'ils étaient le produit de substitution de deux atomes d'hydrogène géminaux (sur le même atome de carbone) par un groupe méthylène (bien qu'ils sont en général obtenus différemment). C'est le cas du méthylènecyclopropène ou 3-méthylidènecycloprop-1-ène, nommé comme une molécule de cyclopropène substitué par un groupe méthylène.